# Nico Van Kerckhoven
Nico Van Kerckhoven (Lier, 1970. december 14. –) belga válogatott labdarúgó.
A belga válogatott tagjaként részt vett az 1998-as és a 2002-es világbajnokságon illetve a 2000-es Európa-bajnokságon.

## Sikerei, díjai
Lierse
- Belga bajnok (1): 1996–97
- Belga szuperkupa (1): 1997

Schalke 04
- Német kupa (2): 2000–01, 2001–02
- Intertotó-kupa (1): 2003